# Ольга (Приморский край)
О́льга — посёлок городского типа в Приморском крае, административный центр Ольгинского района.

## География
Посёлок Ольга состоит из центральной части (на берегу бухты Ольга и в долине одноимённой реки) и жилых домов, расположенных вблизи морского порта (местное название У́зкое). Между ними — невысокий горный перевал.
Ольга — морской порт на берегу залива Ольги Японского моря, примерно в 240 километрах к северо-востоку от Находки.

## История
Во время существования царства Бохай в этих местах был город Anzhou (кор: 안주, кит: 安州).
Военный пост Ольга основан в заливе Святой Ольги в 1858 году.
Статус посёлка городского типа присвоен указом Президиума Верховного Совета РСФСР от 4 июля 1945 года.

## Население
| 1897  | 1915  | 1923  | 1926  | 1929  | 1939  | 1959  |
| ----- | ----- | ----- | ----- | ----- | ----- | ----- |
| 32    | ↗468  | ↗736  | ↗884  | ↗938  | ↗2949 | ↗3377 |
| 1970  | 1979  | 1989  | 2002  | 2008  | 2009  | 2010  |
| ↘3349 | ↗4435 | ↗4802 | ↘4453 | ↘4359 | ↘4328 | ↘4026 |
| 2012  | 2013  | 2014  | 2015  | 2016  | 2017  | 2018  |
| ↘3933 | →3933 | ↘3828 | ↘3782 | ↘3705 | ↘3625 | ↘3577 |
| 2019  | 2020  | 2021  | 2023  | 2024  |       |       |
| ↘3523 | ↘3437 | ↘3167 | ↘3112 | ↘3041 |       |       |

## Инфраструктура
В порту есть лесоперевалочная и нефтебаза.
В посёлке работает Ольгинская центральная районная больница, аптека, имеется районный музей.

## Русская православная церковь
Храм Святой Ольги

## Достопримечательности
- Памятник Ленину

Примечательно, что храм святой Ольги построен рядом с памятником атеистическому материалисту Ленину.

- Недалеко от посёлка находятся источники лечебных минеральных вод.
- По пути в бухту фортификация начала XX века — цинковые пакгаузы[27], склады для боеприпасов и прочие укрепления по типу Владивостокской крепости.
- В посёлке на берегу бухты старый ангар для гидросамолётов (второй частично разрушен).

## Транспорт и связь

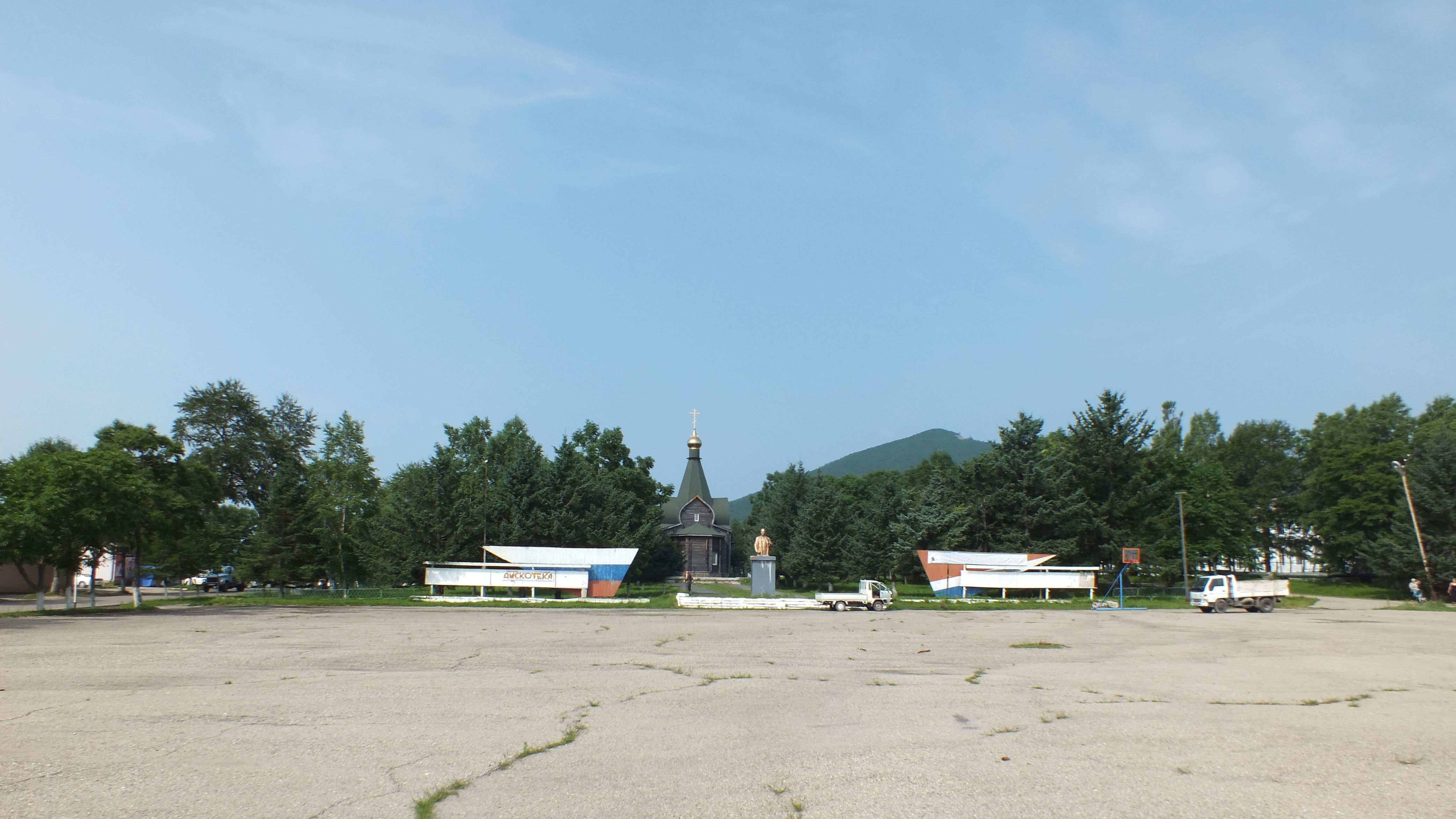
На поселковой площади.

Посёлок Ольга связан междугородним автобусным сообщением с Кавалерово, Арсеньевом, Дальнегорском, Спасском-Дальним, Уссурийском, Владивостоком. Осуществляются внутрирайонные автобусные перевозки. Внутрирайонные перевозки отсутствуют полностью. Перевозки осуществляются проходящими автобусными маршрутами Владивосток Ольга и Дальнегорск — Находка. два раза в день и не удобны для возвращения в 5 утра с Кавалерово. Поселок в данный момент постепенно приходит в упадок. Однако, в посёлке открываются такие магазины, как Светофор, Винлаб Архивная копия от 3 декабря 2021 на Wayback Machine и другие.
Посёлок Ольга связан с Кавалерово автомобильной дорогой регионального значения Р447, полностью асфальтирована дорога до села Весёлый Яр, дорога до села Владимиро-Александровское частично асфальтирована.
До 1990-х годов посёлок Ольга был связан авиасообщением с Владивостоком, регулярные рейсы совершались на самолётах Ан-2 и Як-40. До 1980-х годов в залив Ольги регулярно заходили пассажирские суда Дальневосточного морского пароходства, курсирующие вдоль побережья Приморского края.
Железнодорожного транспорта в Ольгинском районе нет. Имеются проекты строительства железной дороги от станции Новочугуевка (Чугуевский район) до Кавалерово и далее до Ольги, села Рудная Пристань, Дальнегорска.
Телефонный код Ольгинского района — +742376
Сотовая связь в посёлке Ольга представлена операторами сотовой связи — Билайн, МегаФон, МТС, Tele2 и Yota.

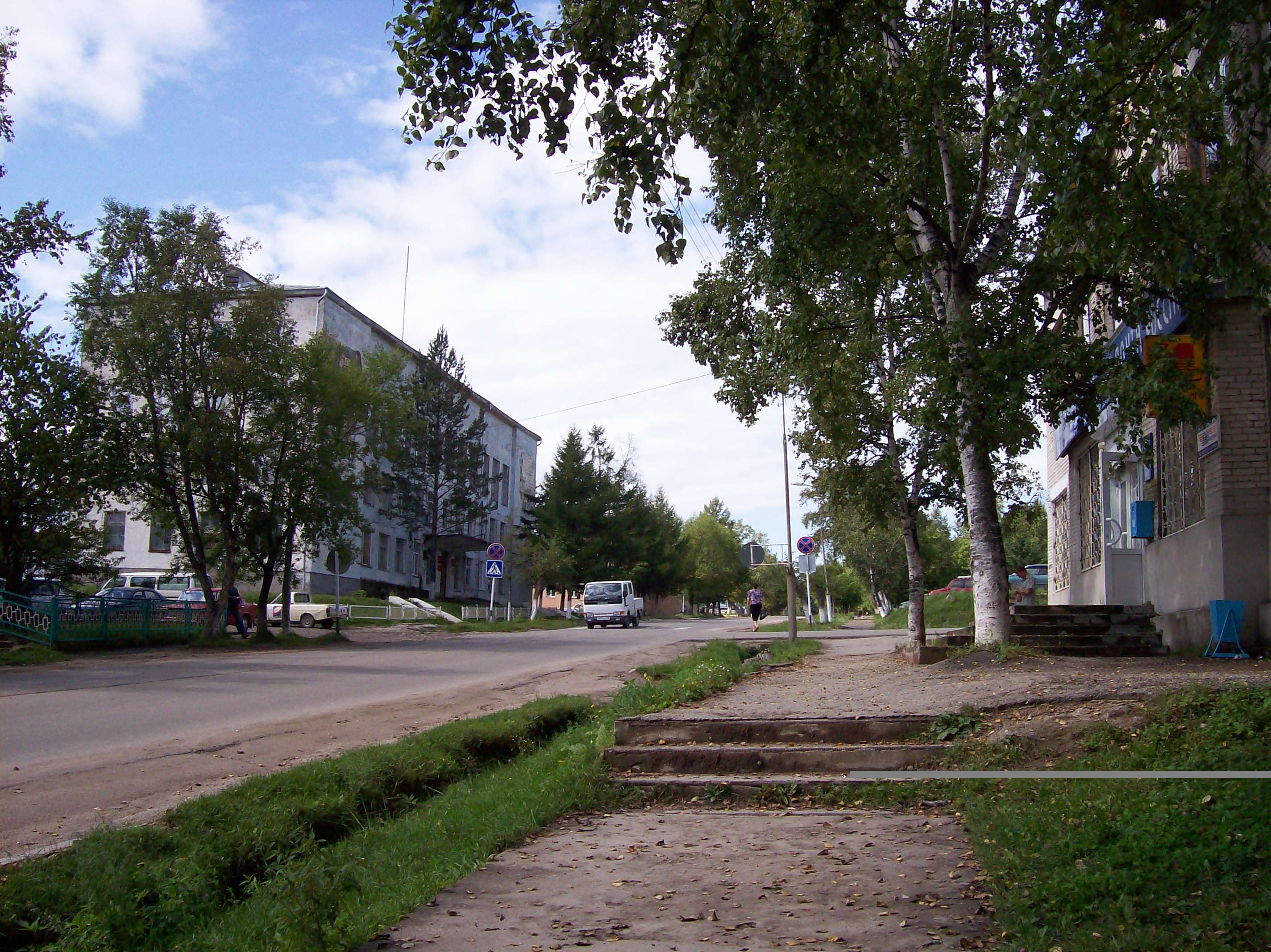
Здание администрации Ольгинского района.
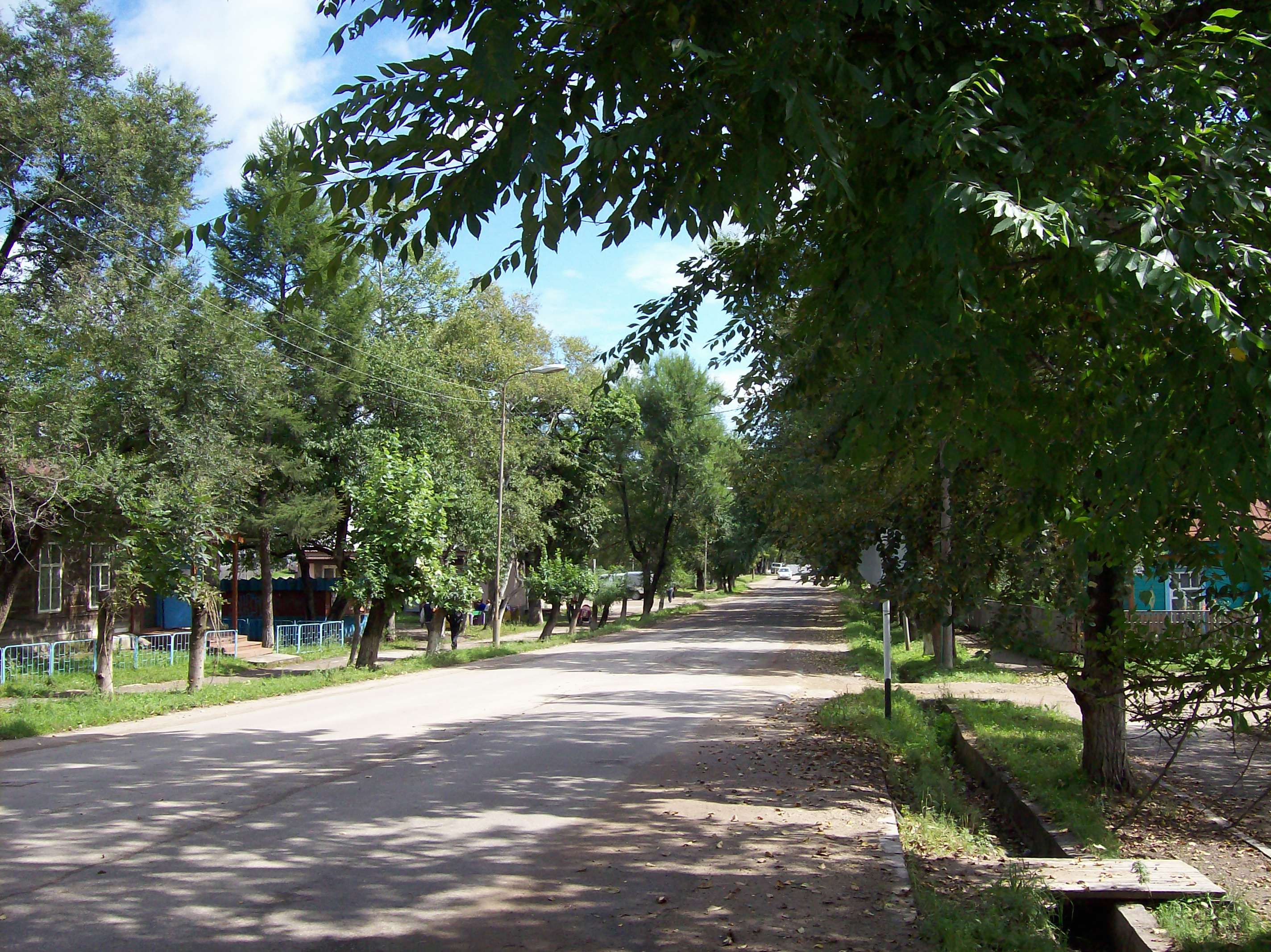
Улица Ленинская, слева — музей.
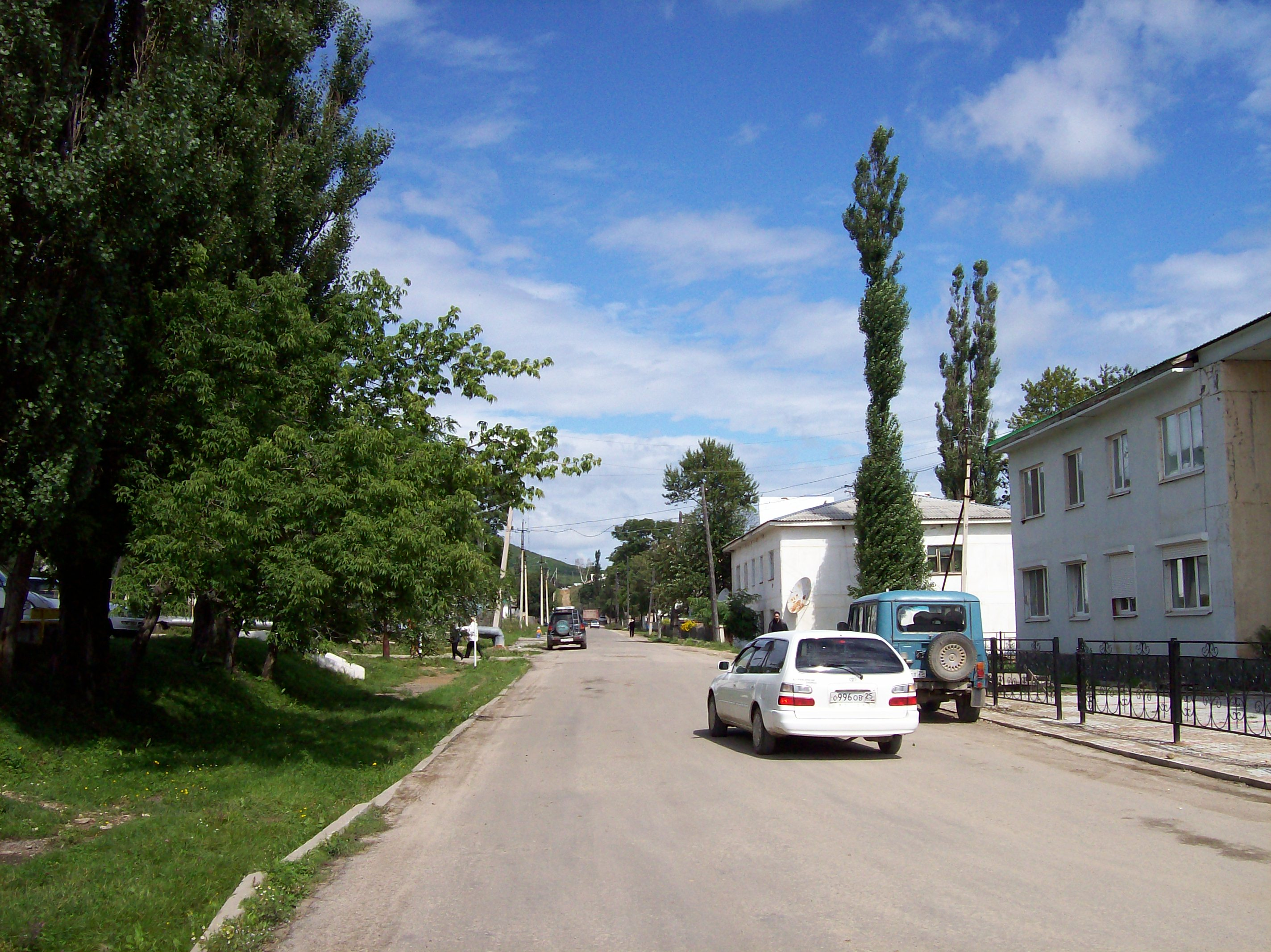
Улица Комсомольская.
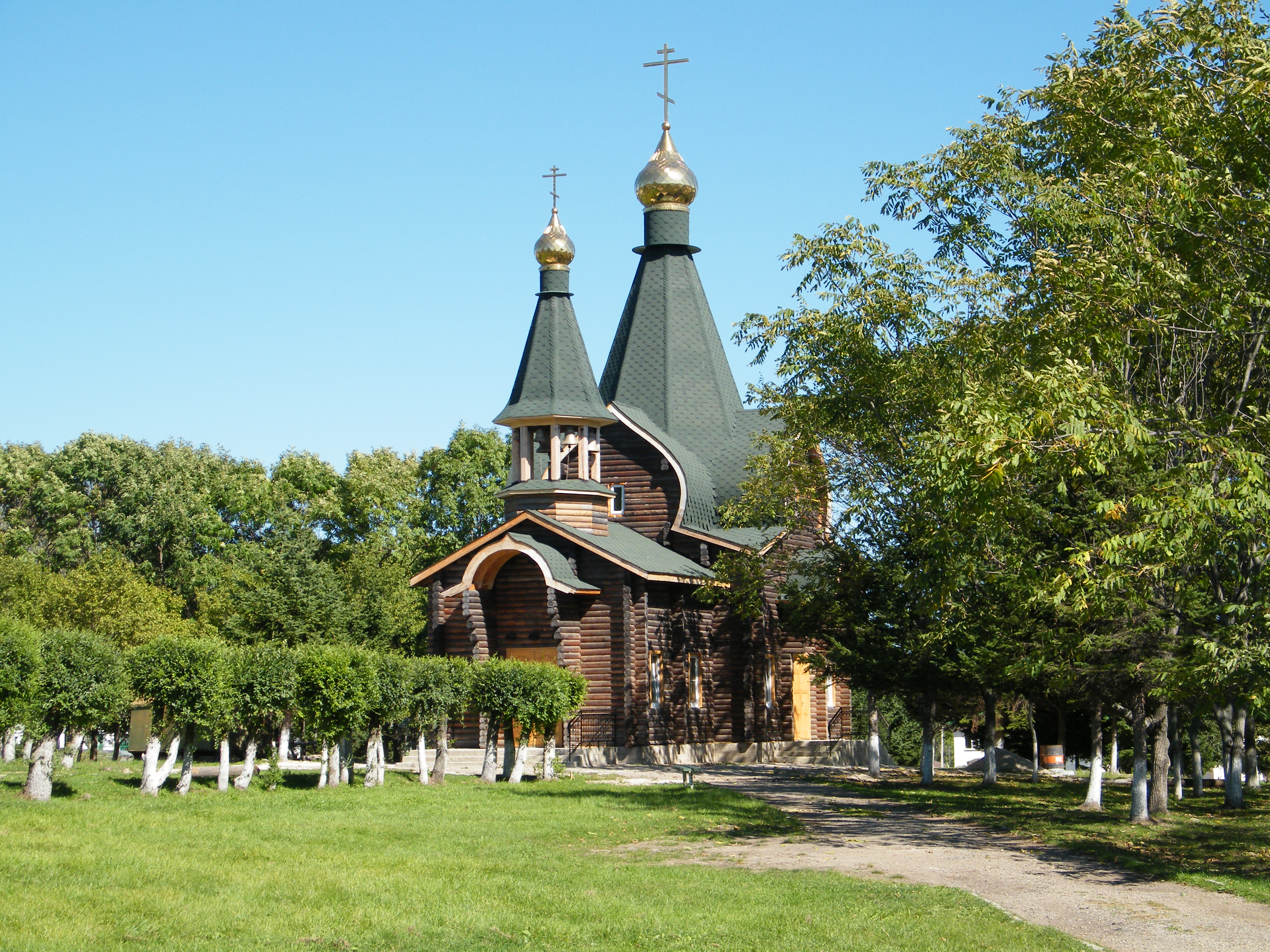
Храм Святой Ольги.
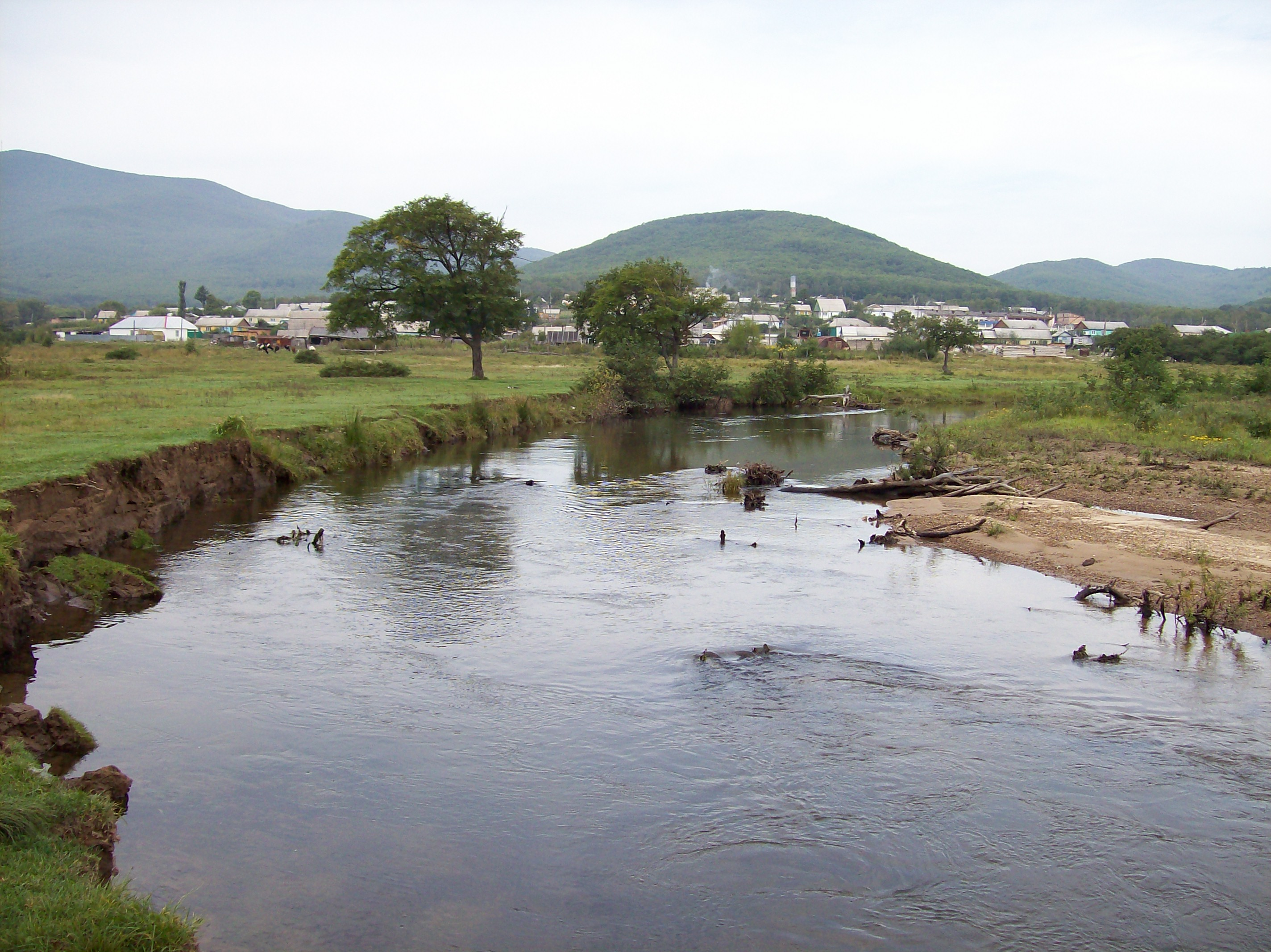
Посёлок Ольга и река Ольга.
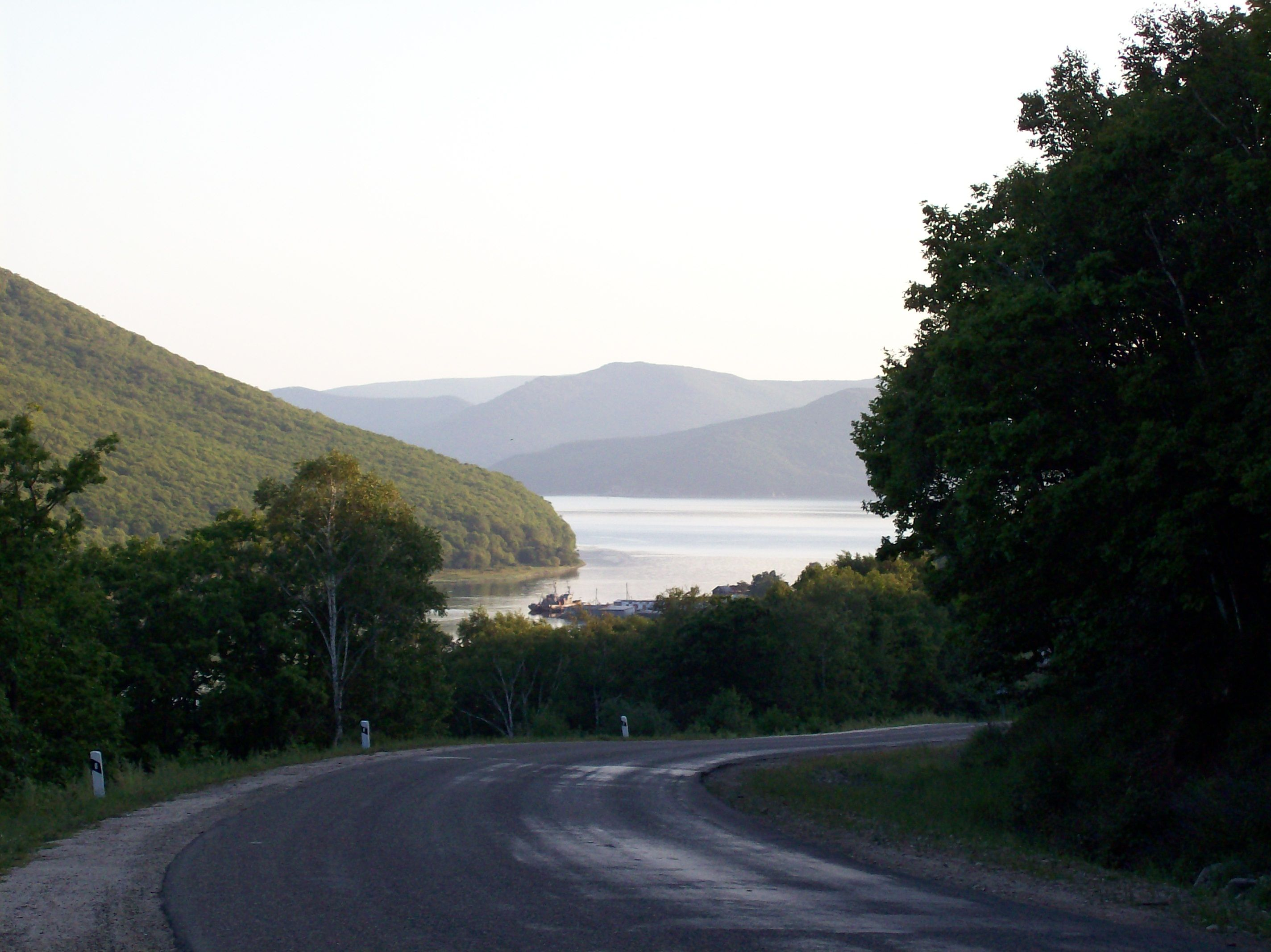
Вид на бухту с перевала между «Узким» и центром посёлка.
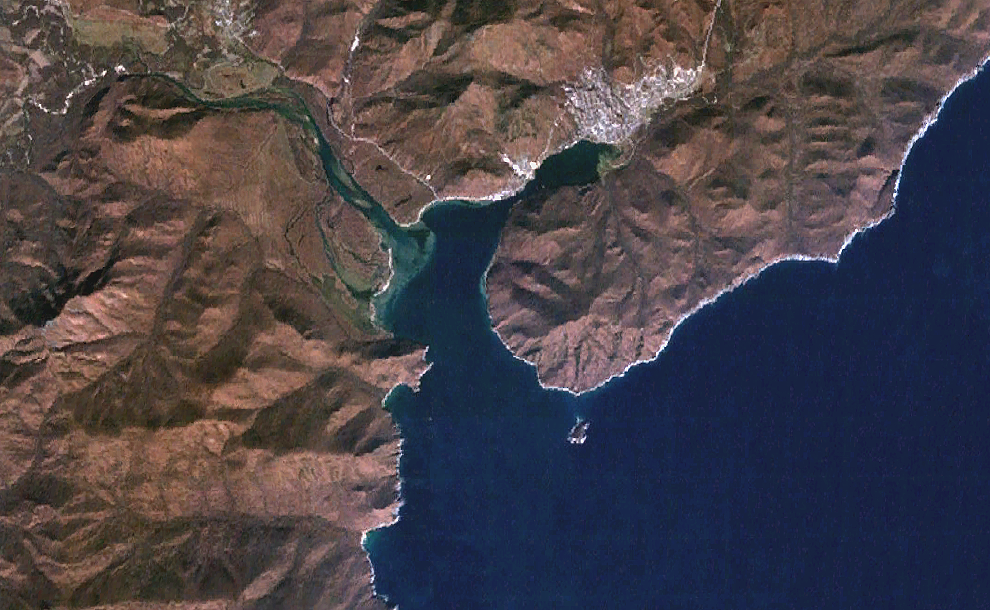
Спутниковая фотография: залив и бухта Ольги, устье реки Аввакумовка, остров Чихачёва, Узкое и центральная часть пос. Ольга.

## Климат
Посёлок Ольга как и Ольгинский район приравнены к районам Крайнего Севера, самые «южные» в России.
- Среднегодовая температура воздуха — 6,3 градуса
- Относительная влажность воздуха — 65,9 %
- Средняя скорость ветра — 4,9 м/с

| Показатель                         | Янв. | Фев. | Март | Апр. | Май | Июнь | Июль | Авг. | Сен. | Окт. | Нояб. | Дек. | Год |
| ---------------------------------- | ---- | ---- | ---- | ---- | --- | ---- | ---- | ---- | ---- | ---- | ----- | ---- | --- |
| Средняя температура, °C            | −8,1 | −5,7 | −0,7 | 4,8  | 9,3 | 13,5 | 17,5 | 19,7 | 16,9 | 10,5 | 2,0   | −5,5 | 6,3 |
| Норма осадков, мм                  | 22   | 18   | 33   | 47   | 68  | 102  | 112  | 145  | 134  | 70   | 55    | 28   | 832 |
| Источник: RETScreen, World Climate |      |      |      |      |     |      |      |      |      |      |       |      |     |

| Солнечное сияние, часов за месяц. | Солнечное сияние, часов за месяц. | Солнечное сияние, часов за месяц. | Солнечное сияние, часов за месяц. | Солнечное сияние, часов за месяц. | Солнечное сияние, часов за месяц. | Солнечное сияние, часов за месяц. | Солнечное сияние, часов за месяц. | Солнечное сияние, часов за месяц. | Солнечное сияние, часов за месяц. | Солнечное сияние, часов за месяц. | Солнечное сияние, часов за месяц. | Солнечное сияние, часов за месяц. | Солнечное сияние, часов за месяц. |
| Янв                               | Фев                               | Мар                               | Апр                               | Май                               | Июн                               | Июл                               | Авг                               | Сен                               | Окт                               | Ноя                               | Дек                               | Год                               |                                   |
| 192                               | 202                               | 209                               | 195                               | 190                               | 168                               | 160                               | 186                               | 197                               | 206                               | 188                               | 188                               | 2281                              |                                   |
| --------------------------------- | --------------------------------- | --------------------------------- | --------------------------------- | --------------------------------- | --------------------------------- | --------------------------------- | --------------------------------- | --------------------------------- | --------------------------------- | --------------------------------- | --------------------------------- | --------------------------------- | --------------------------------- |

## Известные жители
- Маневский, Александр Степанович (1824—1884) — командир Ольгинского поста.
- Парщиков, Алексей Максимович (1954—2009) — русский поэт, один из главных представителей метареализма 1980-х годов.